# Michihiro Ozawa
Michihiro Ozawa (jap. 小沢 通宏, Ozawa Michihiro; * 25. Dezember 1932 in Utsunomiya, Präfektur Tochigi) ist ein ehemaliger japanischer Fußballspieler.

## Nationalmannschaft
1956 debütierte Ozawa für die japanische Fußballnationalmannschaft. Ozawa bestritt 36 Länderspiele. Mit der japanischen Nationalmannschaft qualifizierte er sich für die Olympischen Spiele 1956.

## Errungene Titel
- Japan Soccer League: 1965, 1966, 1967
- Kaiserpokal: 1965, 1967